# Тральщики проекта 1258
Рейдовые речные тральщики проекта 1258 «Корунд» — тип рейдовый речной тральщик. Корабль предназначался для поиска и уничтожения мин, независимо от принципа действия их взрывателей в гавани, на рейде, на прибрежных фарватерах, на внутренних водных путях (реках, озёрах, водохранилищах), то есть в мелководных районах, кодовое обозначение НАТО — «Yevgenya Class Minesweeper».

## История разработки
Тактико-техническое задание (ТТЗ) на разработку рейдового тральщика проекта 1258 «Корунд» (далее — РТЩ пр. 1258) ВМФ СССР выдал «катерному» конструкторскому бюро «Алмаз» в 1964 г. На последних этапах проектирования проект был передан основному «тральному» конструкторскому бюро — Западному ПКБ. Главным конструктором проекта был В.И. Блинов, а главным наблюдающим от ВМФ капитан 2 ранга Ю. И. Штатнов. Уже в процессе проектирования было принято решение о проектировании РТЩ пр. 1258 без требований «габаритности», то есть без возможности его перевозки по железной дороге. Проектирование тральщиков проекта 1258 было завершено в 1965 г. Тогда же был утверждён его эскизный и технический проекты. В 1969 г. был принят и утверждён десятилетний План военного судостроения на 1971—1980 гг., который предусматривал строительство серии тральщиков проекта 1258.
В плане реализации требований выданного ВМФ ТТЗ с целью снижения водоизмещения и уровня собственного магнитного поля корабля в качестве основного материала корпуса и его конструкций был применён стеклопластик. К этому времени технология производства корпусов из стеклопластика отрабатывалась при строительстве базовых тральщиков проекта 1252.

## Описание корабля

### Энергетическая установка
Главная энергетическая установка была двухвальная с расположением главных двигателей в одном машинном отделении. В качестве главных двигателей использовались дизели типа «3Д12» мощностью 300 л.с. каждый. Дизели работали на гребные винты и обеспечивали полный ход в 12 узлов. Для использования телевизионных искателей мин, требовавших стабильного малого хода до 6 узлов, на корабле устанавливалась установка малого хода (УМХ). В состав УМХ входил дизель типа «К266» мощностью 60 л.с., приводивший во вращение насос, подававший масло на гидравлический агрегат, который, в свою очередь, через клиноременную передачу передавал вращение на оба валопровода. Этим обеспечивался стабильных ход на скоростях хода до 6 узлов. Этим же достигалось и повышение живучести ГЭУ при получении ею боевых и аварийных повреждений.
Для управления главными двигателями устанавливалась электрогидравлическая система дистанционно-автоматического управления «Орион — 2Д». Управление главными двигателями осуществлялось с ГКП.
Электроэнергетическая система корабля (ЭЭСК) переменного тока напряжением 380 V, 50 Гц включала два дизель-генератора мощностью по 50 кВт, расположенные в генераторном отделении. Аварийное освещение в машинном и генераторном отделениях осуществлялось от аккумуляторных батарей напряжением 12 В.

### Вооружение
Тральщики имели на вооружении разнообразные тралы: контактные тралы типа «МТ-3У», «ВКТ-1» и неконтактные — «СЭМТ-1», «АТ-2».
Контактный морской трал МТ-3У предназначался для траления и уничтожения якорных мин.
Неконтактный соленоидный электромагнитный трал СЭМТ-1 представлял собой 12-тонный плавающий электромагнит, который уничтожал донные магнитные и индукционные мины путём воздействия на их взрыватели своим электромагнитным полем.
Неконтактный акустический трал АТ-2 предназначался для уничтожения донных акустических и комбинированных мин. Для управления неконтактными тралами предусматривались специальные системы дистанционного управления. Палубные механизмы для работы с тралами (лебёдка, кран-балка) имели гидравлические приводы.
Кроме того, тральщики проекта 1258 использовались искатели мин типа «ИТ-1» (Нева-1), «ИУ-2» и «ИТ-3».
Одноканальный телевизионный искатель-обозначитель донных мин «Нева-1» был создан в 1957 г. Принцип его действия состоял в том, что поиск и обнаружение донных мин производились путём последовательного просмотра участков дна одной телевизионной камерой, размещённой в буе-носителе и буксируемой на расстоянии 7-10 м от грунта. Изображение дна моря и лежащих на нём объектов преобразовывалось в видимое на экране изображение. Обнаруженные мины отмечались буями-обозначителями, буксируемыми в кассете, где размещалось 4 буя-обозначителя. Отдача буёв-обозначителей производилась оператором дистанционно с пульта управления телевизионной аппаратурой.
Буксируемый электромагнитный искатель-уничтожитель мин ИУ-2 использовался для обнаружения донных мин с металлическими корпусами и для уничтожения мин.
Буксируемый трёхканальный телевизионный искатель мин «ИТ-3», созданный на базе телевизионного искателя «Нева-1», позволял обследовать грунт на глубинах до 60 м на скорости 4-6 уз. в пределах ширины поисковой полосы, равной 30 м.
Также тральщики могли применить шнуровые заряды «ШЗ-200» для уничтожения донных и придонных мин.
Состав и количество вышеуказанного противоминного вооружения тральщика был переменным в силу малого водоизмещения и выполнения конкретных задач. Вместе с тем, для тральщиков проекта 1258 не было предусмотрено гидроакустических средств поиска якорных и донных мин.
В качестве оружия самообороны и для уничтожения всплывших затраленных якорных или плавающих мин на тральщиках проекта 1258 устанавливалась одна 14,5 мм корабельная пулемётная установка 2М-7, впоследствии заменённая на один 25-мм КЗАУ 2М-3М, расположенный на баке. На тральщиках более поздней постройки, а также в период ремонтов и модернизаций дополнительно устанавливался переносной зенитно-ракетный комплекс «Стрела-3».
Тральщики проекта 1258 получили защиту от оружия массового поражения, имели систему кондиционирования воздуха.

## Модификации
«РТЩ проекта 1258Э», экспортная модификация тральщиков проекта 1258 для ВМС иностранных государств конструктивно незначительно отличалась от базовой. Особенностью было иной состав противоминного, радиотехнического и навигационного вооружения.
«РТЩ проекта 1259, шифр «Малахит»», модификация тральщиков проекта 1258 с меньшими габаритными размерами, созданная с целью перевозки тральщика по железным дорогам. Тактико-техническое задание на проектирование нового РТЩ было выдано Западному ПКБ в 1968 г. Главным конструктором был назначен В.И.Блинов, главным наблюдающим от ВМФ СССР был капитан 2 ранга М. М. Демыкин. Особенностью было использование водомётных движителей. Серийное строительство было налажено на Средне-Невском ССЗ с 1973 по 1976 гг. В начале 80-х годов этот проект был передан Болгарии, где началась постройка тральщиков проекта 12592, шифр «Малахит-2» для ВМФ СССР и стран Варшавского договора. Этот проект отличался более современным оборудованием и вооружением, заменой водомётных движителей на винты с фиксированным шагом и мачтовым устройством.

## Строительство
Всего было построено 92 корабля проекта 1258 и его модификаций: 52 единицы по проекту 1258, 40 единиц по проекту 1258Э (экспортный).

## Аналоги
- Прибрежный минный тральщик типа «Хэм», известный также как «Type 1». Предназначался для траления мин на мелководье мелководье рек и эстуариев. Корпус тральщика вначале был сделан из композитных материалов, а затем — полностью из дерева. Проект тральщика «Хэм» получился настолько удачным, что всего было построено в 1954—1959 гг. — 93 корабля. Получил широкое распространение не только в ВМФ Великобритании, но и во флотах многих стран мира благодаря своей дешевизне и универсальности.
- Рейдовый тральщик типа «Лангуст»/«Арагоста»[итал.], представляющий собой незначительно изменённый проект прибрежных минных тральщиков типа «Хэм». В период с 1956 по 1957 гг. для ВМС Италии было построено 20 единиц. В настоящее время переоборудованы в учебные корабли.
- Рейдовый тральщик типа «Ван Стрелен»[нидерл.], нидерландский самостоятельно разработанный аналог прибрежных минных тральщиков типа «Хэм». В период с 1960 по 1962 гг. для ВМС Нидерландов было построено 16 единиц.[5]
- Прибрежный минный тральщик типа «Кейп»[англ.]. Для ВМФ США было построено 2 единицы в 1958 г.[6]

## Оценка проекта
По оценке специалистов корабль проекта стал лучшим по боевым и эксплуатационным качествам рейдовым тральщиком в мире на то время. Корабль имел полный набор систем управления механизмами и оборудованием, от СДАУ ГДГД и размагничивающего устройства, соответствующими тому же набору на кораблях гораздо большего водоизмещения. Дальнейшим развитием рейдовых речных тральщиков стали РТЩ пр.10750, шифр «Сапфир».

## История службы
РТЩ пр. 1258 входили в состав соединений охраны водного района (ОВР).

## На вооружении
- СССР — в составе ВМФ;

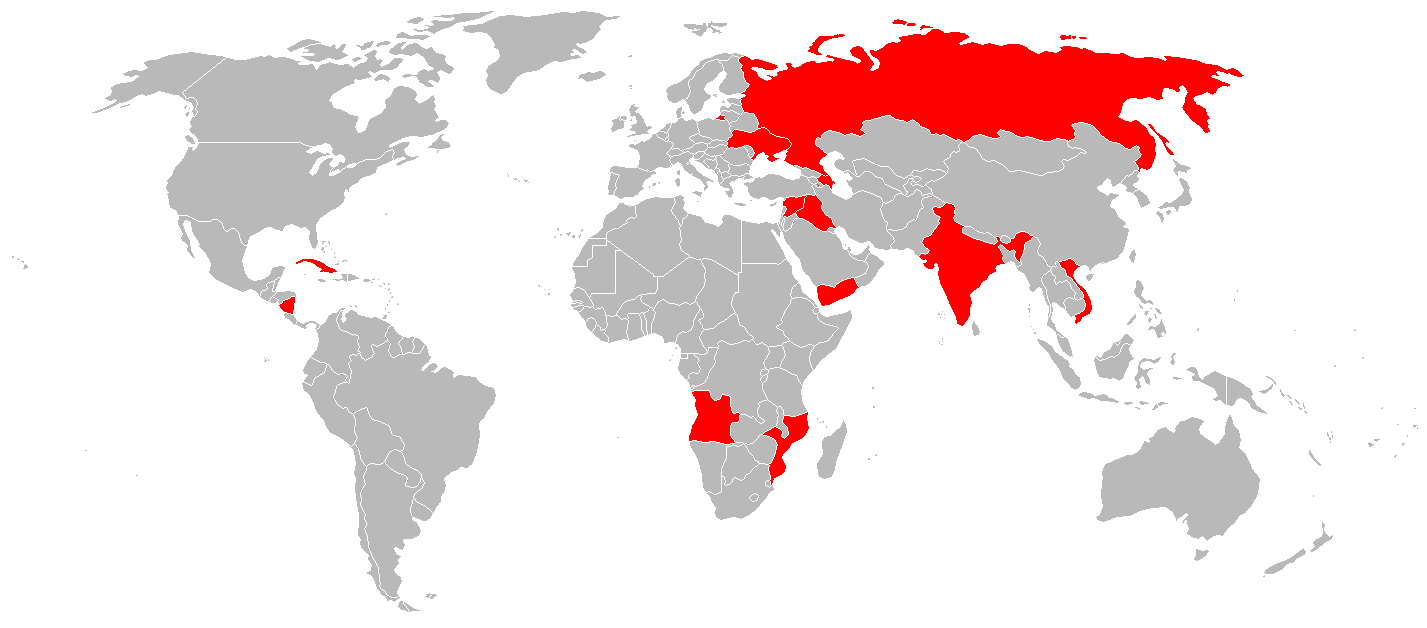
География распространения рейдовых тральщиков проектов 1258, 1258Э:
Бывшие и современные эксплуатанты РТЩ 1258, 1258Э

- Россия — 3 единицы (1 - КФл, 1 - СФ, 1 - ТОФ) в составе ВМФ;
- Азербайджан — 2 единицы;
- Ангола — 4 единицы;
- Вьетнам — 3 единицы;
- Индия — 6 единиц, получили наименование Inshore minesweepers «Mahé class»[англ.].
- В настоящее рейдовые тральщики типа "Маэ" списаны:
- Ирак — 3 единицы;
- Куба — 12 единиц получено, в 2011 году три оставались на вооружении[7];
- Мозамбик — 3 единицы;
- Никарагуа — 4 единицы;
- Йемен — 6 единиц;
- Сирия — 4 единицы;
- Украина — 1 единица («Генічеськ»).